# Watashitachi no kyōkasho
Watashitachi no kyōkasho (tradotto come "Il nostro libro di testo") è un dorama stagionale primaverile in 12 puntate prodotto da Fuji TV e mandato in onda nel 2007.

## Trama
Kohei è il nuovo insegnante supplente della scuola, e qui presto conoscerà e farà amicizia con una ragazza tormentata di nome Asako che cercherà di aiutare, anche se l'allieva non si apre e rimane sempre molto chiusa in se stessa.
Dopo il grave incidente, apparentemente casuale, di quest'ultima, la giovane donna avvocato Tamako inizia ad indagare sulle circostanze che l'hanno causato. Ci saranno molte persone che cercheranno in ogni modo di metterle i bastoni tra le ruote per impedirle di far luce sull'accaduto.
La studentessa è apparentemente caduta accidentalmente da una finestra della classe, riportando così gravi e permanenti lesioni: Tamako si prende immediatamente a cuore il caso, attirandosi così molti nemici. Teneterà di farle visita in ospedale, ma le viene opposto un netto rifiuto: Asako non può attualmente vedere nessuno.
In seguito, con l'aiuto e complicità di Kohei riusciranno a scassinare l'armadietto contenente i libri della ragazza: scritta sulla copertina di ognuno d'essi v'è stampata a pennarello la frase "Devi morire!". Ciò porta a pensare ad entrambi che Asako potrebbe in realtà essere stata spinta da qualcuno fuori dalla finestra e non caduta per sbaglio.
I due si dirigono frettolosamente all'ufficio del vicepreside per mostrargli quello che hanno scoperto, ma vengono raggiunto dalla notizia che nel frattempo Asako è morta in conseguenza delle ferite riportate. Da adesso in poi si tratta di un caso d'omicidio.

## Personaggi
- Tamako Tsumiki

30 anni. Avvocatessa di grido con un promettente futuro e la carriera spianata, lavora da poco per uno dei più importanti studi legali della città. Gli capita di occuparsi del caso di una ragazza vittima di bullismo. Inizialmente riluttante, accetta sperando in tal maniera di riuscire ad approfondire ulteriormente la relazione sentimentale col collega Naoyuki. 
- Kohei Kaji

Uno dei nuovi insegnanti supplenti appena assunti nella scuola dove studia Asako. Cerca di avvicinarsi ai propri studenti cercando di capire i loro problemi e difficoltà ed ha, a differenza della maggioranza degli altri professori che fanno di tutto per mantenere le distanze, un atteggiamento generalmente positivo nei loro confronti.

### Classe 2 - 3
- Satoshi Tomiura - Kaneyoshi Riku
- Mitsuki Tanimura - Nishina Tomomi
- Kasumi Suzuki - Yamada Kazuko
- Sairi Ito - Sansei Mai
- Erika Yanagita - Suto Ayaka
- Jun Ikeda - Yuki Kobayashi
- Koshin Ikeda - Honda Masaki
- Hikaru Yamamoto - Nobe Chiharu
- Yuma Tonoshiro - Yamafuji Takumi

## Episodi
1. Unkind Treatment and Judgment
2. Collapsed School
3. The Female Teacher and Her Secret Face
4. Strange Incident at the Schoolyard
5. Bullying in the Staff Room!
6. The Feeling of Love
7. The First Order is Complete! The Lawsuit
8. The Second Order! Showdown in the Courtroom
9. The Big Witness Turnaround
10. The Boy's Stance in the Courtroom
11. Severe Earthquake! The Last Witness
12. The Last Impression!! To Tomorrow's Choice